# بزبدين
بزبدين هي إحدى القرى اللبنانية من قرى قضاء بعبدا في محافظة جبل لبنان.
تبعد بزبدين 43 كلم (26.7202 مي) عن بيروت عاصمة لبنان. ترتفع 920 م (3018.52 قدم - 1006.112 يارد) عن سطح البحر وتمتد على مساحة 482 هكتاراً (4.82 كلم²- 1.86052 مي²).

## أعلام
- هاني رشيد سري الدين[2]
- سامر معضاد